# Francesco Volpato
Francesco Volpato (Tarzo, 28 novembre 1944) è un ex calciatore italiano, di ruolo centrocampista.

## Carriera
Dopo l'esordio in Serie C nel 1963 con il Treviso, dove gioca tre campionati, debutta in Serie B con la Reggiana nel campionato 1966-1967. Milita anche nel Napoli dove disputa una gara in Coppa delle Fiere, e nella stagione 1967-1968 passa al Bari disputando 21 gare in serie cadetta.
Nel 1968 veste la maglia del Monza, sempre in Serie B; in seguito disputa due campionati di Serie C con la Lucchese ed uno con il Prato.